# Aoshakuna
Aoshakuna là một chi bướm đêm thuộc họ Geometridae.